# Международная азиатская сеть
Международная азиатская сеть (Asian Highway — AH) — проект стран
Азии и Экономической и социальной комиссии ООН по странам Азиатско-Тихоокеанского региона, который предусматривает улучшение автомагистральной сети в странах Азии.
Общая длина всех маршрутов 141 236 км (2006 год), из них:
- 14,4 % — автомагистрали;
- 13,5 % — I класс;
- 37,0 % — II класс;
- 25,8 % — III класс;
- 8,7 % — IV и V классы;
- 0,7 % — иные.

Первым маршрутом стал AH1, который связал Токио с границей Турции и Болгарии. Он прошёл через Южную и Северную Кореи, Китай и другие страны юго-восточной, центральной и южной Азии. Предполагается, что коридор улучшит торговые связи между восточно-азиатскими странами, Индией и Россией. Для завершения строительства магистрали требуется потратить в 2007 году 25 миллиардов долларов США, ещё 18 миллиардов долларов потребуется на реконструкцию 26 тысяч километров магистрали.

## Маршруты

### Система нумерации
- 1—9 — основные маршруты;
- 10—29, 100—299 — маршруты Юго-Восточной Азии;
- 30—39, 300—399 — маршруты Восточной и Северо-Восточной Азии;
- 40—59, 400—599 — маршруты Южной Азии;
- 60—89, 600—899 — маршруты Северной, Северо-Западной и Центральной Азии.

### Основные маршруты
AH1 (20 557 км) Токио — Осака — Пусан — Сеул — Пхеньян — Шэньян — Пекин — Сянган — Ханой — Пномпень — Бангкок — Рангун — Мандалай — Дакка — Нью-Дели — Исламабад — Кабул — Тегеран — Анкара — Стамбул — граница с Болгарией;
AH2 (13 177 км) Хосрави (Иран) — Тегеран — Кветта (Пакистан) — Нью-Дели — Дакка — Мандалай — Бангкок — Куала-Лумпур — Сингапур — Джакарта — Денпасар;
AH3 (7 331 км) Улан-Удэ — Улан-Батор — Пекин — Тангу; Шанхай — Чианг-Рай;
AH4 (6 024 км) Новосибирск — Бийск — Ярантай (Монголия); Урумчи — Исламабад — Карачи;
AH5 (10 380 км) Шанхай — Урумчи — Алма-Ата — Бишкек — Ташкент — Ашхабад — Туркменбаши — Баку — Тбилиси — граница Турции и Болгарии
AH6 (10 475 км) граница с Белоруссией — Москва — Самара — Уфа — Челябинск — Петропавловск — Омск — Новосибирск — Красноярск — Иркутск — Улан-Удэ — Чита — Борзя — Харбин — Уссурийск — Владивосток, — Находка — Пусан;
AH7 (5 868 км) Екатеринбург — Челябинск — Костанай — Астана — Караганда — Кара-Куль — Джалал-Абад — Душанбе — Кабул — Карачи;
AH8 (4 718 км) граница с Финляндией — Санкт-Петербург — Москва — Волгоград — Астрахань — Кизляр — Махачкала — Дербент — Баку — Тегеран — Бандар-Емам (Иран).
AH9 (9 222 км): Санкт-Петербург, Россия — Ляньюньган, Китай
- Россия: Санкт-Петербург — Москва — Ульяновск — Тольятти — Самара — Оренбург — Сагарчин —
- Казахстан: Жайсан — Актобе — Кызылорда — Шымкент — Тараз — Алма-Ата —
- Китай: Хоргос — Урумчи — Ляньюньган

### Маршруты Юго-Восточной Азии
AH26 (3 517 км) Лаоаг (Филиппины) — Манила — Замбоанга (Филиппины).

### Маршруты Северной и Северо-Восточной Азии
AH30 (2 739 км) Чита — Сковородино — Белогорск — Хабаровск — Уссурийск;
AH31 (1 595 км) Белогорск — Благовещенск — Хэйхэ — Харбин — Шэньян — Далянь;
AH32 (3 748 км) Сонбонг (Северная Корея) — Чаньчжун (Китай) — Улан-Батор — Кобдо;
AH33 (575 км) Харбин — Тунцзян (Китай).

### Маршруты Южной Азии
AH43 (3 024 км) Агра — Нагпур — Коломбо — Матара (Шри-Ланка);
AH48 (1 км) Пхунчолинг — граница между Бутаном и Индией.

### Маршруты Северной, Северо-Западной и Центральной Азии
AH60 (2 158 км) Омск — Павлодар — Семей — Талдыкорган — Алма-Ата — Бурубайтал (Казахстан);
AH61 (4 300 км) Кашгар — Бишкек— Тараз — Шымкент — Туркестан — Кызылорда — Аральск — Актобе — Уральск — Саратов — Воронеж — Курск
AH62 (2 700 км) Термез — Карши  — Самарканд — Джизак — Ташкент— Кызылорда — Жезказган — Аркалык — Державинск — Петропавловск
AH64 (1 666 км) Петропавловск — Астана — Павлодар — Семей — Рубцовск — Барнаул.